# Morsø Landbrugsskole
Morsø Landbrugsskole er en landbrugsskole i nærheden af Nykøbing Mors. Skolen er en selvstændig forretningsenhed under EUC Nordvest. skolens skolelandbrug omfatter kød- og planteproduktion med bl.a. æbleplantage og vinmark. Det leverer bl.a. råvarer til EUC Nordvests kantiner i Nykøbing, Thisted og Hirtshals.

## Historie
Skolen havde sin stiftende generalforsamling i 1982, og det første hold landbrugselever startede i 1984. Den nybyggede skole havde form som en firlænget gård. I 2003 fusionerede landbrugsskolen med Nordvestjysk Uddannelsescenter (i dag EUC Nordvest).